# The Voice of Conscience
The Voice of Conscience er en amerikansk stumfilm fra 1912.

## Medvirkende
- Edmund J. Hayes.
- Florence La Badie.
- Jean Darnells.